# Bahri Altıntabak
Bahri Altıntabak (* 1. Januar 1939 in Izmir) ist ein ehemaliger türkischer Fußballspieler. Durch seine langjährige Tätigkeit für Galatasaray Istanbul wird er stark mit diesem Verein assoziiert. Er war ein wichtiger Bestandteil jener Mannschaft, die mit Spielern wie Metin Oktay, Kadri Aytaç, Suat Mamat, Uğur Köken und Turgay Şeren den türkischen Fußball in den 1960er Jahren stark beeinflusste. Während seiner Zeit bei Galatasaray war er hinter Oktay der Spieler der für den Verein die meisten Ligatoren geschossen hatte. Aufgrund seiner Anpassungsfähigkeit wurde er während seiner Karriere als Linksfuß auf den Positionen linker Verteidiger bis Linksaußen erfolgreich eingesetzt.

## Spielerkarriere

### Göztepe Izmir
Altıntabak wuchs in Bornova, einem Stadtteil der westtürkischen Stadt Izmir auf. Die Anfänge seiner Fußballkarriere sind nicht näher dokumentiert wurden. Die über ihn verfügbare Geschichtsschreibung fängt mit seiner Tätigkeit in der Nachwuchsabteilung von Göztepe Izmir im Jahr 1957 an. Bei diesem Klub wurde er von den älteren Mitspielern wie Gürsel Aksel, Ruhi Karaduman und Emin Çandarlı in die Lehre bekommen. Zum Zeitpunkt seines Eintritts in den Profikader existierte in der Türkei keine landesübergreifende professionelle Profiliga. Stattdessen existierten in den Ballungszentren wie Istanbul, Ankara und Izmir regionale Ligen, von denen die İstanbul Profesyonel Ligi (dt.: Istanbuler Profiliga) als die renommierteste galt und die İzmir Profesyonel Ligi (dt.: Profiliga Izmir) an 3. Stelle kam. Göztepe nahm an Letzterer am Wettbewerb teil und zählte hier mit fünf gewonnenen Meisterschaften zu den erfolgreichsten Teams der Liga. Altıntabak kam für Göztepe in dieser Liga zum Einsatz und absolvierte im Frühjahr 1958 ein Spiel im Federasyon Kupası (dt. Verbandspokal).
Ab dem Frühjahr 1959 nahm Altıntabak mit Göztepe an der neugegründeten und landesweit ausgelegten Millî Lig (der heutigen Süper Lig) teil. Diese neue Liga löste die bisher vorhandenen regionale Ligen in den größeren Ballungszentren, wie die Profiliga Izmir ab. Die erste Spielzeit der Millî Lig wurde von Februar 1959 bis Juni 1959 ausgespielt und endete mit einem Sieg von Fenerbahçe Istanbul. Die vom ehemaligen Fußballspieler Reha Eken trainierte Mannschaft Göztepes belegte in dieser Saison den vierten Tabellenplatz, wobei Altıntabak in elf von 14 möglichen Ligaspielen zum Einsatz kam. Zu diesem Zeitpunkt war seine angestammte Position die des linken Verteidigers. In der zweiten Milli-Lig-Saison belegte die Mannschaft lediglich einen mittleren Tabellenplatz. Allerdings absolvierte Altıntabak 36 von 28 Ligapartien, spielte im linken Mittelfeld, avancierte zu einem der Shootingstars der Liga und sorgte dafür, dass sich mehrere Istanbuler Klubs für ihn interessierten.

### Galatasaray Istanbul
Galatasaray interessierte sich recht früh für Altıntabak und schaltete bereits im Februar 1960 seinen Manager, die ehemalige Spielerlegende des Vereins Gündüz Kılıç ein. Nach Saisonende intensivierte Galatasaray seine Bemühungen um Altıntabak und bekam mit dem Erzrivalen Fenerbahçe Istanbul Konkurrenz. Diese boten für Altıntabak neben einer Ablösesumme noch ihre beiden Spieler Turgut Yelmen und Seracettin Kırklar an. Göztepe lehnte allerdings das Angebot beider Vereine ab. Nach monatelangen Verhandlungen einigte sich Galatasaray mit Göztepe für eine Ablösesumme von 75.000 Türkische Lira, wohingegen Altıntabak für sich für zwei Jahre 50.000 Lira Gehalt beanspruchte. Schließlich unterschrieb Altıntabak unter Anwesenheit eines Notars einen Zweijahresvertrag und sollte für die nächsten zwei Jahre von Galatasaray ein Gehalt von 60.00 Lira beziehen.
Für die Saison 1960/61 wurde bei Galatasaray die ehemalige Spielerlegende Gündüz Kılıç, jener Kılıç der den Wechsel Altıntabaks einleitete, als Cheftrainer eingestellt. Kılıç, der bereits Mitte der 1950er Jahre als Trainer mit Galatasaray große Erfolge gefeiert hatte, spielte mit der Mannschaft über die gesamte Saison mit Fenerbahçe und die Meisterschaft und vergab sie erst am letzten Spieltag mit einem Punkt an den Erzrivalen. Altıntabak der bei Göztepe als linker Innenverteidiger, im linken Mittelfeld oder Linksaußen eingesetzt wurde, wurde von Kılıç im linken Mittelfeld eingesetzt und unterstützte beim Offensivspiel seiner Mannschaft den linker Flügelspieler Uğur Köken. In dieser Funktion erzielte er in seiner ersten Saison für Galatasaray neun Ligatore und war damit hinter dem Stürmerstar Metin Oktay der erfolgreichste Torschütze seines Vereins. Zum Matchwinner wurde er beim Derby vom 1. Januar 1961 gegen Beşiktaş Istanbul. In dem im Dolmabahçe-Stadion ausgetragenen Begegnung verwandelte er den indirekt ausgeführten Freistoß von Oktay mittels Seitfallzieher zum 1:0-Endstand seiner Mannschaft. Nachdem im Sommer 1961 Oktay zum italienischen Verein US Palermo abgewandert war, wurde Altıntabak noch mehr in die Offensivabteilung seiner Mannschaft eingebunden. In der Milli-Lig-Saison 1961/62 avancierte er zum Torjäger seiner Mannschaft und beendete die Saison mit zwölf Toren. Damit hatte er maßgeblichen Anteil am Gewinn der ersten Türkischen Meisterschaft der Vereinsgeschichte. Auch in dieser abgelaufenen Saison wurde Altıntabak in einem Derby zum Matchwinner. In dem wieder am 1. Januar gespielten Derby gegen Fenerbahçe erzielte er erneut den Treffer zum 1:0-Endstand für seine Mannschaft.
Nach dieser für den Klub erfolgreichen Saison versuchte Kılıç die wichtigsten Spieler aus seiner ersten Trainerperiode bei Galatasaray wieder zu verpflichten. Am Ende der abgelaufenen Saison bahnte sich bereits eine Rückholaktion des zum US Palermo gewechselten Stürmerstars Metin Oktay an. Nach monatelangen Verhandlungen wurde der Transfer von Oktay Ende Juli 1962 abgewickelt. Zudem wurde vom Erzrivalen Fenerbahçe der Offensiv-Allrounder Kadri Aytaç zurückgeholt. Ergänzend zu diesen beiden ehemaligen Spielern wurde auch der als Rechtsaußen Tarık Kutver verpflichtet. Durch den Zukauf dieser Offensivspieler verlor Altıntabak seinen Stammplatz und spielte neben den Spielern Metin Oktay, Kadri Aytaç, Uğur Köken, Suat Mamat, Tarık Kutver und Ayhan Elmastaşoğlu, die in der Saison 1962/63 ein sehr erfolgreiches Offensivgespann bildeten und einen Großteil der 105 Ligatore erzielten, keine tragende Rolle mehr. Er spielte zwar bis zur Rückrunde nahezu alle Pflichtspiele seines Vereins mit, fehlte aber mit Erlaubnis des Trainerstabes im Frühjahr 1963 aufgrund der anstehenden Zwischenprüfungen für sein Studium einige Trainingseinheiten. Obwohl er sich bis zum April 1963 immer Mannschaftskader befand, wurde er zwischen Januar und April nicht eingesetzt. Im April 1963 wurde er von aus dem Mannschaftskader suspendiert. Nachdem der Verein Altıntabak sein Gehalt nicht mehr zahlte, verließ dieser Istanbul und verweilte eine Zeitlang in seiner Heimatstadt Izmir. Galatasaray hingegen versuchte den zuletzt nicht mehr gesetzten Altıntabak gegen den Torhüter von Göztepe, gegen Ali Artuner, auszutauschen. Einen Monat später wurde er wieder in den Mannschaftskader aufgenommen und absolvierte bis zum Saisonende die meisten der verbliebenen Pflichtspiele seiner Mannschaft. In der Saison 1962/63 gelang seiner Mannschaft die türkische Meisterschaft und damit die Titelverteidigung. Altıntabaks Team gewann in dieser Saison auch den neu eingeführten Türkischen Fußballpokal und wurde damit sowohl erster türkischer Pokalsieger als auch erster türkischer Double-Sieger. Zudem wurde im Europapokal der Landesmeister 1962/63 das Viertelfinale und damit die bis dato beste Platzierung einer türkischen Mannschaft in diesem Wettbewerb im Speziellen und in allen europäischen Vereinswettbewerben im Allgemeinen erreicht. Im Viertelfinale scheiterte die Mannschaft an AC Mailand.
Obwohl Altıntabak gegen Ende der Saison sich wieder einen Stammplatz erkämpft hatte, wurde er zwei Wochen vor dem Saisonende mit weiteren Mitspielern von der Klubführung auf die Verkaufsliste gesetzt. Später entschied sich die Klubführung gegen einen Verkauf Altıntabaks und verlängerte stattdessen den ausgelaufenen Vertrag mit diesem Spieler. In die nächste Saison startete die Mannschaft mit dem Gewinn des vorsaisonalen Pokalwettbewerbs des TSYD-Istanbul-Pokals, obwohl Altıntabak in diesem Turnier nicht eingesetzt wurde. In der neuen Saison misslang es Altıntabak zwar sich als unumstrittener Stammspieler durchzusetzen, jedoch wurde er vom Trainerstab regelmäßig eingesetzt. Im Saisonverlauf gelangen ihm gegen die beiden Mannschaften Altınordu Izmir und Altay Izmir Hattricks. In dieser Saison verpasste die Mannschaft in der Liga den Anschluss an die Tabellenspitze und beendete die Saison auf dem dritten Tabellenplatz. Altıntabak wurde trotz seiner 19 Ligaeinsätze mit neun Toren hinter Oktay der zweitbeste Torschütze seiner Mannschaft.
In den nächsten drei Spielzeiten gelang es ihm allerdings nicht mehr an diese Leistung anzuknüpfen. Stattdessen absolvierte er je Saison zwischen zehn und 13 Ligaspiele, verhalf aber seiner Mannschaft in diesen Partien durch wichtige Tore zu Punktgewinnen. Auch in der Saison 1964/65 verspielte seine Mannschaft die Meisterschaft. In beiden Spielzeiten 1963/64 und 1964/65 holte die Mannschaft aber zum zweiten und dritten Mal den Türkischen Fußballpokal. Dadurch wurde Altıntabak auch Teil jener Mannschaft, die zum ersten Mal den Türkischen Fußballpokal drei Mal in Folge gewinnen konnte. Auch in der Saison 1965/66 blieb die Mannschaft in der Meisterschaft chancenlos und vergab sie mit sechs Punkten unterschied deutlich an den Erzrivalen Beşiktaş, konnte aber zum vierten Mal in Folge den Türkischen Fußballpokal gewinnen und damit einen bis heute gültigen Rekord in diesem Wettbewerb aufstellen. Die Saison 1966/67 spielte die Mannschaft zwar lange Zeit um die Meisterschaft mit, jedoch wurde die Saison auf dem dritten Tabellenplatz beendet. Darüber hinaus schied die Mannschaft im sonst sicheren Türkischen Fußballpokal bereits im Viertelfinale gegen Altay Izmir aus und beendete die Saison titellos.
Nach vier titellosen Spielzeiten in der türkischen Meisterschaft und der insgesamt titellosen letzten Saison wurde im Sommer 1967 eine Revision bei Galatasaray beschlossen. So wurde der langjährige Trainer Gündüz Kılıç durch Bülent Eken abgelöst und viele Spieler auf die Verkaufsliste gesetzt, u. a. Altıntabak. Bei seinem Abschied von Galatasaray war er mit 38 Erstligatoren hinter Metin Oktay jener Spieler, der die zweitmeisten Erstligator für Galatasaray geschossen hatte. Erst später wurde er durch Spieler der nachfolgenden Generationen in dieser Hinsicht überholt und befindet sich aktuell in der Liste der Spieler mit den meisten Erstligatoren für Galatasaray an 17. Stelle.

### Altınordu Izmir
Nachdem Galatasaray ihn zum Verkauf gestellt hatte, verhandelte Altıntabak erst mit PTT SK und anschließend mit Altınordu Izmir. So wechselte er im Juli gegen eine Ablösesumme von 130.000 Lira wieder in seine Heimatstadt. Bei seinem neuen Klub spielte er in seiner ersten Saison in 22 der möglichen 30 Ligaspiele und erreichte mit seiner Mannschaft erst am letzten Spieltag den Klassenerhalt. In den nächsten beiden Spielzeiten spielte Altıntabak etwa die Hälfte der möglichen Ligaspiele. Nachdem sein Verein in der Saison 1968/69 noch den Klassenerhalt sicher erreicht hatte, wurde dieser in der Saison 1969/70 verfehlt. So ging Altıntabak mit seiner Mannschaft in die 2. Futbol Ligi und spielte hier eine Spielzeit lang. Anschließend beendete er im Sommer 1971 seine Karriere.

### Nationalmannschaft
Altıntabak begann seine Karriere bei den türkischen Nationalmannschaften 1960 während seiner Zeit bei Galatasaray mit einem Einsatz für die zweite Auswahl der Türkischen Nationalmannschaft, die damals als Türkische B-Nationalmannschaft bezeichnet wurde.
Etwa ein Jahr nach dem Einsatz für die B-Nationalmannschaft wurde er im Oktober 1961 vom türkischen Nationaltrainer Sandro Puppo für ein Testspiel gegen die Rumänische Nationalmannschaft in den Kader der Türkischen Nationalmannschaft nominiert. In der Partie vom 8. Oktober 1961 absolvierte Altıntabak sein erstes und einziges A-Länderspiel.

## Trivia
- Er ist der erste Spieler der im Interkontinentales Derby, dem Aufeinander treffen der beiden Istanbuler Vereine Galatasaray und Fenerbahçe, sowohl ein reguläres Tor als auch ein Eigentor erzielte.[26]
- Nach seiner Fußballkarriere kehrte er in seine Heimatstadt Izmir zurück und arbeitete im örtlichen Flughafen für die Devlet Hava Meydanları İşletmesi, der staatlichen Luftfahrtbehörde.[12]

## Erfolge
Mit Galatasaray Istanbul
- Türkischer Meister: 1961/62, 1962/63
- Türkischer Pokalsieger: 1962/63, 1963/64, 1964/65, 1965/66
- Präsidenten-Pokalsieger: 1965/1966
- TSYD-Istanbul-Pokalsieger: 1963/64, 1966/67
- Viertelfinalist im Europapokal der Landesmeister: 1962/63